# Домініка на літніх Олімпійських іграх 1996
Домініка на літніх Олімпійських іграх 1996 року в Атланта була представлена 6 спортсменами (4 чоловіками та 2 жінками) у двох видах спорту: легкій атлетиці та плаванні. Прапороносцем на церемонії відкриття Олімпійських ігор був стрибун Джером Ромейн.
Країна вперше взяла участь у літніх Олімпійських іграх. Жодної медалі олімпійці Домініки не завоювали.

## Спортсмени
| Дисципліна     | Чоловіки | Жінки | Разом |
| -------------- | -------- | ----- | ----- |
| Легка атлетика | 3        | 2     | 5     |
| Плавання       | 1        | 0     | 1     |
| Разом          | 4        | 2     | 6     |

## Легка атлетика
Трекові та шосейні дисципліни
| Спортсмен     | Дисципліна       | Гіт       | Гіт   | Півфінал   | Півфінал   | Фінал      | Фінал      |
| Спортсмен     | Дисципліна       | Результат | Місце | Результат  | Місце      | Результат  | Місце      |
| ------------- | ---------------- | --------- | ----- | ---------- | ---------- | ---------- | ---------- |
| Седрік Гарріс | 800 м, чоловіки  | 1:51.46   | 49    | не пройшов | не пройшов | не пройшов | не пройшов |
| Стів Агар     | 1500 м, чоловіки | 3:43.02   | 37    | не пройшов | не пройшов | не пройшов | не пройшов |
| Гермін Джозеф | 100 м, жінки     | 11.56     | 33    | не пройшла | не пройшла | не пройшла | не пройшла |
| Доун Вільямс  | 800 м, жінки     | 1:59.65   | 9     | 1:59.06    | 10         | не пройшла | не пройшла |

Польові дисципліни
| Спортсмен     | Дисципліна                  | Кваліфікація | Кваліфікація | Фінал     | Фінал |
| Спортсмен     | Дисципліна                  | Результат    | Місце        | Результат | Місце |
| ------------- | --------------------------- | ------------ | ------------ | --------- | ----- |
| Джером Ромейн | потрійний стрибок, чоловіки | 16.80        | 10           | заступ    | 12    |

## Плавання
| Спортсмен     | Дисципліна                     | Гіт       | Гіт   | Півфінал   | Півфінал   | Фінал      | Фінал      |
| Спортсмен     | Дисципліна                     | Результат | Місце | Результат  | Місце      | Результат  | Місце      |
| ------------- | ------------------------------ | --------- | ----- | ---------- | ---------- | ---------- | ---------- |
| Вудро Лоуренс | 50 м, вільним стилем, чоловіки | 27.88     | 60    | не пройшов | не пройшов | не пройшов | не пройшов |